# Michael Halliday

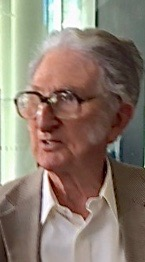
Michael Halliday in 2015

Michael Alexander Kirkwood Halliday (Leeds, 13 april 1925 – Sydney, 15 april 2018) was een Australisch taalkundige van Britse komaf, die vooral bekend is geworden als grondlegger van Systemic Functional Linguists. Hij was ook de stichter van het Department of Linguistics van de Universiteit van Sydney in 1976.

## Biografie
Halliday werd geboren in Engeland. Zijn beide ouders waren taaldocenten; zijn moeder doceerde Frans en zijn vader Engels. In 1942 bood hij zich aan als vrijwilliger om Chinees te leren en de Britse krijgsmacht met zijn nieuw opgedane talenkennis in India te ondersteunen. Na deze ervaring gaf de Universiteit van Londen hem een beurs om zijn kennis van het Chinees aan de Universiteit van Peking te verdiepen. In 1955 zou hij een PhD voltooien aan de Universiteit van Cambridge. Na het behalen van zijn PhD zou hij werken aan de Universiteit van Brits-Columbia en de Universiteit van Sydney, waar hij professor in de linguïstiek werd en grondlegger van het departement voor linguïstiek in 1976.
Halliday was viermaal getrouwd, achtereenvolgens met Trenchu Wong in 1947, Irene Woolf, met wie hij een zoon en dochter had , Anne McLaren, met wie hij een dochter had, en tot slot met Raqaiya Hasan, een voormalig postdoctorale studente van hem. Hallidays zoon beïnvloedde zijn werk over de ontwikkeling van grammatica in kinderen.
Halliday ging in 1987 met pensioen. Hierop vernoemde de Universiteit van Sydney een medaille naar hem, de Halliday Medal, die aan uitzonderlijke studenten binnen de taalkunde werd uitgereikt. Hij had hierna nog altijd veel contact met China en Chinese instanties. Halliday was halverwege de 20e eeuw door zijn ervaringen in China marxistische communist geworden. Hij nam in 1956 echter wat afstand van het communisme door de Hongaarse Opstand en de harde reactie van de Sovjet-Unie. Halliday overleed in 2018 in Manly, op 93-jarige leeftijd.

## Werk
Zijn bekendste werk is het boek Introduction to Systemic Functional Linguistics. Deze uitgave is later nog een aantal keer herschreven en aangepast in samenwerking met Christian Matthiessen. Halliday onderscheidt drie metafuncties: de interpersoonlijke, de ideationale en de textuele metafunctie. Tezamen geven deze metafuncties betekenis aan taal. Halliday ging ervan uit dat taal en sociale structuren nauw met elkaar verbonden zijn. In deze context introduceerde hij ook het principe van anti-taal.Introduction to Systemic Functional Linguistics